# Gouape

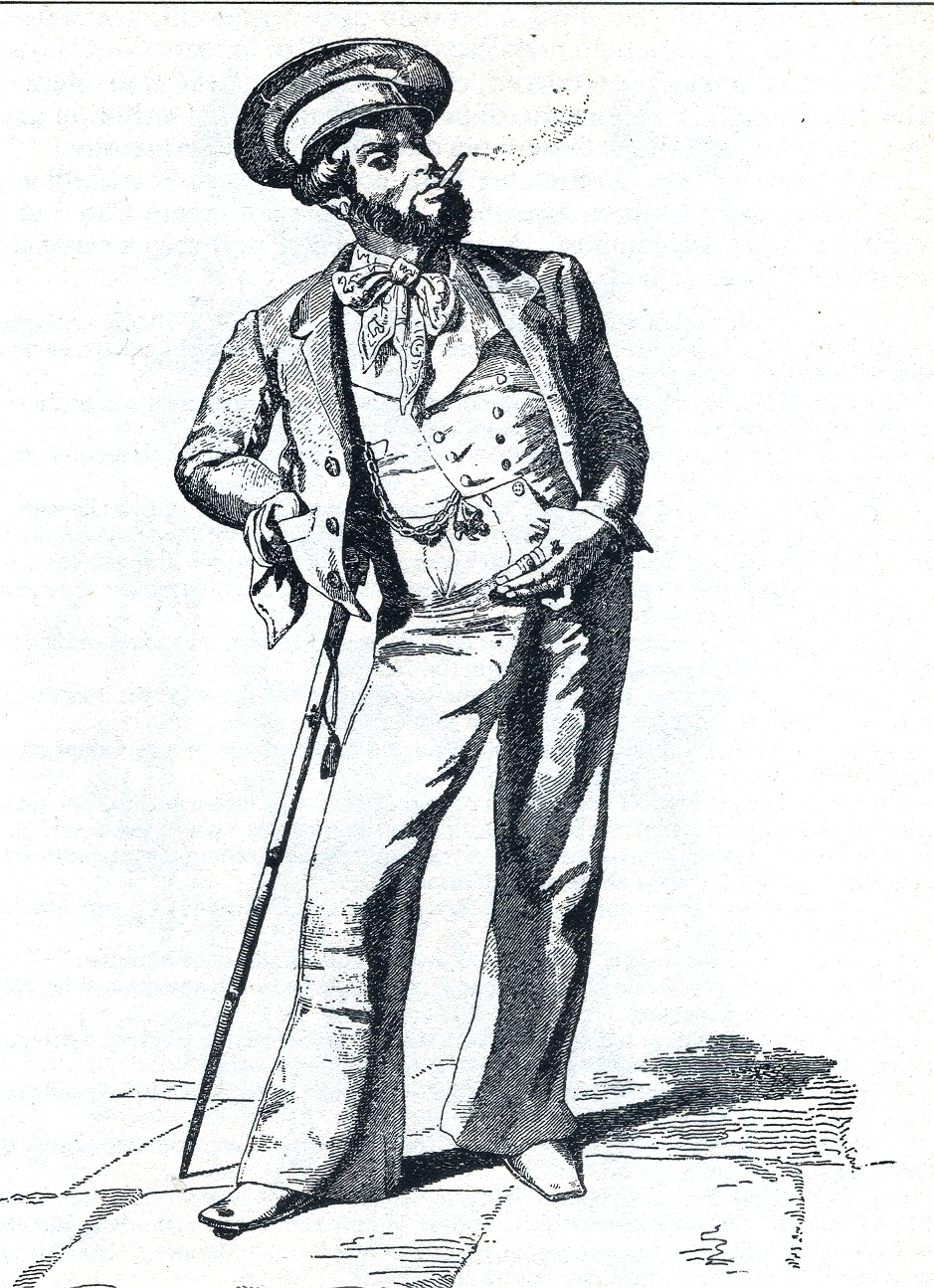
Dessin d'un gouape par Giuseppe Palizzi, 1866.

Le gouape (italien : guappo pl. guappi ; occitan : gouapo ; espagnol : guapo) est une figure typique de la culture napolitaine, d'abord figure positive à l'image du gentleman et de l'homme d'honneur romantique et chevaleresque qui contribue à résoudre les conflits en milieu rural, son image s'est dégradé à tel point d'être assimilé à une petite frappe, un ruffian turbulent, tapageur, fanfaron, libre d'esprit et violent. Alors qu'aujourd'hui le mot est parfois utilisé pour désigner un membre de la Camorra, une organisation de type mafieux de la région de Campanie et de sa capitale Naples en Italie, la guapperia (ou guapparia ; c'est-à-dire la sous-culture du guappo) est antérieure à la Camorra moderne et constituait à l'origine une culture différente et distincte qui se considérait comme tout à fait indépendante de la Camorra voire s'opposait à elle.

## Étymologie
L'étymologie du terme est incertaine mais dérive très probablement de l'espagnol « guapo » (litt. « beau »), qui signifie entre autres « homme querelleur et vantard ». En fait, en espagnol, le mot vient du latin « vappa » (au sens figuré : dégénéré, bon à rien, mauvais sujet, flâneur). Malgré cela, certaines régions ayant subi l'influence espagnole, comme la Sardaigne, ne connaissent pas ce terme.
En France, le mot gouape serait un mot d'origine espagnol entré dans la langue par l’intermédiaire du provençal gouapo, « gueux ».
Le terme aurait également inspiré la naissance du mot « Wop », utilisé dans les pays anglo-saxons et notamment aux États-Unis d'Amérique pour désigner les Italiens avec un sens péjoratif.

## Historique
La figure du gouape s'oppose à celle du camorrista, vouée à l'exploitation organisée et constante de la prostitution, du jeu et des trafics criminels.
À la fin des années 1960, la figure du guappo tend à disparaître avec le passage d'une camorra de type rural à des formes associatives organisées sur le modèle de la mafia cosa nostra.

## Caractéristiques
Le gouape s'est toujours distingué par ses vêtements soignés et extravagants, une posture particulière tendant à l'ostentation de sa personne et un soin méticuleux de son physique et de son visage. Le guappo pouvait être qualifié de « simple » ou de « distingué » en fonction des vêtements qu'il portait : le premier préférait les vêtements extravagants et ostentatoires, tandis que le second aimait s'habiller avec les vêtements des meilleurs tailleurs de Naples.
Le gouape était également considéré comme le héros du quartier, celui qui protégeait et aidait les nécessiteux, faisant parfois office de pizzardone, un terme qui fait allusion au chapeau caractéristique à deux pointes (appelé pizzarda) que portaient les membres de la police municipale romaine au XIXe siècle. Le guappo est un personnage comparable à un chef, doué pour le duel et surtout l'ennemi des brutes.
Dans la culture actuelle, le terme gouape a pris une autre signification. En effet, il désigne cette catégorie d'individus qui se distinguent par leurs vêtements et leurs attributs physiques et qui, souvent, se moquent de leurs pairs et intimident autrui.

## Rôle social
Il représente l'image du gentleman et de l'homme d'honneur romantique, prêt à régler les différends entre les gens et à convaincre les jeunes hommes qui ont mis une fille enceinte de se réconcilier avec elle et de l'épouser.
Le gouape était rémunéré et respecté pour sa pratique consistant à protéger les habitants d'un quartier contre les abus commis par les délinquants du quartier ou des quartiers voisins.
Ce n'est que plus tard que cette figure, si symbolique et puissante, perdra de son poids face à des organisations de la pègre de plus en plus nombreuses, comme la Camorra, au point d'en faire partie, allant jusqu'à prêter de l'argent à intérêt (usure) et parfois à procurer des prostituées de luxe à des personnes respectables de la ville.

## Personnalités
Les guappi célèbres sont Nicola Capuano, Salvatore De Crescenzo dit « Tore 'e Criscienzo », Ciccio Capuccio, Carmine Spavone dit « O Malommo », Antonio Spavone (it) dit « O Malommo » ou « Guappo gentiluomo », Alfredo Maisto (it), Vittorio Nappi, Alfonso Tortora dit "a' valigia", et Pasquale Simonetti dit « Pascalone 'e Nola », époux de la célèbre Assunta Maresca dite « Pupetta ».

## Le gouape dans l'art et la culture
Le personnage du guappo est célébré depuis des décennies dans la sceneggiata napolitaine, dont le guappo est presque toujours l'un des personnages principaux, présent dans de nombreux films tels que L'Or de Naples (1954, réalisé par Vittorio De Sica, épisode : Il guappo) basé sur le livre du même nom de Giuseppe Marotta (it) et Lucia et les Gouapes (I guappi, 1974) de Pasquale Squitieri. Dans le film américain Le Parrain, 2e partie (1974), le personnage de Don Fanucci, interprété par Gastone Moschin, est dépeint comme se portant et s'habillant comme un guappo stéréotypé.
Il est également présent dans de célèbres chansons napolitaines telles que Guapparia de Libero Bovio et Rodolfo Falvo, Ferdinando Russo a écrit sur lui en poésie et Matilde Serao en prose, et il est souvent au centre des textes de Raffaele Viviani.
Une autre figure évoluée du guappo est celle décrite par Eduardo De Filippo dans la pièce Le Parrain du quartier Sanità (Il sindaco del rione Sanità).